# Pál Pétervári
Pál Pétervári es un deportista húngaro que compitió en piragüismo en las modalidades de aguas tranquilas y maratón.

## Palmarés internacional

### Piragüismo en aguas tranquilas
Ganó dos medallas en el Campeonato Mundial de Piragüismo en los años 1987 y 1991.
| Campeonato Mundial | Campeonato Mundial | Campeonato Mundial | Campeonato Mundial |
| Año                | Lugar              | Medalla            | Evento             |
| ------------------ | ------------------ | ------------------ | ------------------ |
| 1987               | Duisburgo (RFA)    | Medalla de plata   | C2 10 000 m        |
| 1991               | París (Francia)    | Medalla de oro     | C2 10 000 m        |

### Piragüismo en maratón
En la modalidad de maratón, obtuvo ocho medallas en el Campeonato Mundial de Piragüismo en Maratón entre los años 1988 y 2001, y tres medallas en el Campeonato Europeo de Piragüismo en Maratón entre los años 1997 y 2001.
| Campeonato Mundial | Campeonato Mundial             | Campeonato Mundial | Campeonato Mundial |
| Año                | Lugar                          | Medalla            | Evento             |
| ------------------ | ------------------------------ | ------------------ | ------------------ |
| 1988               | Nottingham (Reino Unido)       | Medalla de oro     | C1                 |
| 1990               | Copenhague (Dinamarca)         | Medalla de plata   | C1                 |
| 1992               | Brisbane (Australia)           | Medalla de plata   | C1                 |
| 1996               | Vaxholm (Suecia)               | Medalla de bronce  | C1                 |
| 1998               | Ciudad del Cabo (Sudáfrica)    | Medalla de oro     | C1                 |
| 1999               | Győr (Hungría)                 | Medalla de oro     | C1                 |
| 2000               | Dartmouth (Canadá)             | Medalla de plata   | C1                 |
| 2001               | Stockton-on-Tees (Reino Unido) | Medalla de bronce  | C1                 |
| Campeonato Europeo |                                |                    |                    |
| Año                | Lugar                          | Medalla            | Evento             |
| 1997               | Pavía (Italia)                 | Medalla de oro     | C1                 |
| 1999               | Gorzów Wielkopolski (Polonia)  | Medalla de oro     | C1                 |
| 2001               | Győr (Hungría)                 | Medalla de plata   | C1                 |